# Rockstar New England
Rockstar New England (ранее Mad Doc Software) — компания-разработчик компьютерных игр. Эта компания была основана в 1998 году Яном Дэвисом. Компания находится в Новой Англии, в Андовере, штат Массачусетс, к северу от Бостона, штат Массачусетс.

## Обзор
Компания была основана как Mad Doc доктором Яном Дэвисом, экспертом в области искусственного интеллекта. Компания включает новые сети, графику и технологии искусственного интеллекта в свои игры (Empire Earth II использует технологии Mad Doc Mad3D Game Engine и MadAI).

## Игры
как Mad Doc Software
- Star Trek: Armada II (2001) (Microsoft Windows)
- Jane's Attack Squadron (2002) (Microsoft Windows)
- Empire Earth: The Art of Conquest (2002) (Microsoft Windows)
- Dungeon Siege: Legends of Aranna (2003) (Microsoft Windows)
- Empire Earth II (2005) (Microsoft Windows)
- Empire Earth II: The Art of Supremacy (2006) (Microsoft Windows)
- Star Trek: Legacy (2006) (Microsoft Windows, Xbox 360)
- Empire Earth III (2007) (Microsoft Windows)
- Bully: Scholarship Edition (2008) (Xbox 360) (вместе с Rockstar Vancouver и Rockstar Toronto)

как Rockstar New England
- Bully: Scholarship Edition (2008) (PC) (вместе с Rockstar Vancouver)

дополнительная разработка
- Brothers in Arms: Hell's Highway (2008) (PC) (участие компании указано в титрах ПК-версии игры; игра разработана Gearbox Software)